# Partido di Almirante Brown
Il partido di Almirante Brown è un dipartimento (partido) dell'Argentina facente parte della Provincia di Buenos Aires. Il capoluogo è Adrogué. Si tratta di uno dei 24 partidos che compongono la cosiddetta "Grande Buenos Aires".

## Toponimia
Il partido è intitolato all'ammiraglio irlandese William Brown, fondatore e comandante della marina militare argentina durante la guerra d'indipendenza e la guerra contro il Brasile.

## Geografia antropica

### Suddivisioni amministrative
Il partido di Almirante Brown è composto da 12 località:
| Località             | Popolazione (2001) |
| -------------------- | ------------------ |
| Adrogué              | 28.265             |
| Burzaco              | 86.113             |
| Claypole             | 41.176             |
| Don Orione           | 43.294             |
| Glew                 | 57.878             |
| José Mármol          | 40.612             |
| Longchamps           | 47.622             |
| Malvinas Argentinas  | 24.132             |
| Ministro Rivadavia   | 16.740             |
| Rafael Calzada       | 56.419             |
| San Francisco Solano | 28.344             |
| San José             | 44.961             |